# Pinska
Pinska är en ort i Estland. Den ligger i Pärsti kommun och landskapet Viljandimaa, i den södra delen av landet, 130 km söder om huvudstaden Tallinn. Pinska ligger 80 meter över havet och antalet invånare är 208.
Terrängen runt Pinska är platt. Runt Pinska är det tätbefolkat, med 659 invånare per kvadratkilometer. Närmaste större samhälle är Viljandi, 2,8 km öster om Pinska. Omgivningarna runt Pinska är en mosaik av jordbruksmark och naturlig växtlighet.